# The Squaire
The Squaire (anciennement Airrail Center Frankfurt) est un complexe de bureaux situé sur la gare de l'aéroport entre la voie rapide (B43) et l'Autoroute 3 à Francfort (Allemagne). Avec 140 000 m2, il s'agit de l'immeuble disposant de la plus grande surface utilisable en Allemagne. Il abrite, entre autres, les locaux des filiales du KPMG, Lufthansa, Arthur D. Little et deux hôtels de Hilton.

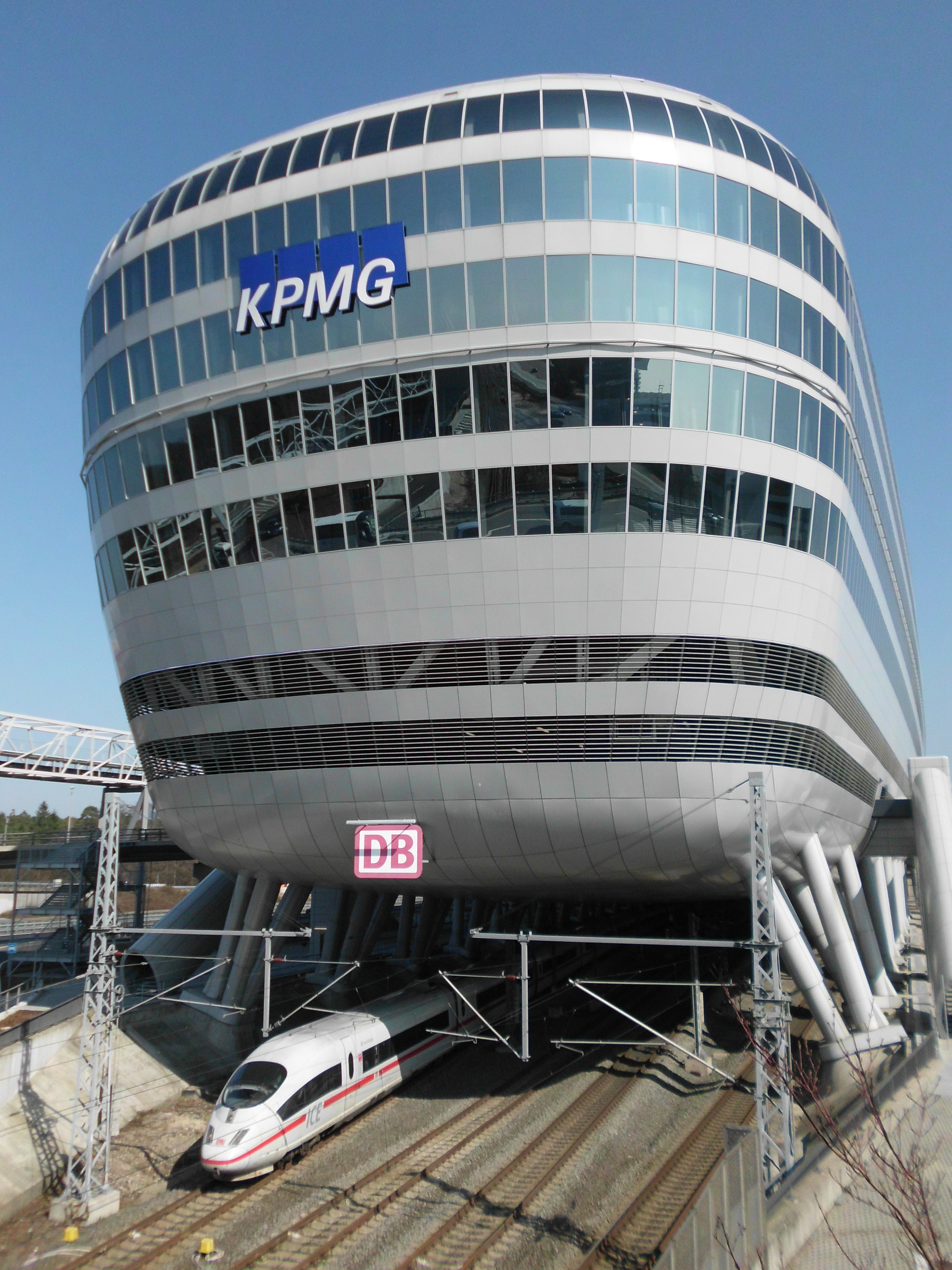
The Squaire par l'ouest avec le départ d'un ICE 3